# Biyo
Biyo - water is life è un album musicale di Saba Anglana, pubblicato nel 2010.
Il termine Biyo, in somalo, significa "acqua" ed è curioso notare come suoni simile a bios, termine greco per vita, quasi a sottolineare l'indissolubile legame tra questi due elementi.
Il disco, cantato in quattro lingue, parla di acqua come fonte di vita, ma anche come mezzo di comunicazione, di contatto, di unione tra i popoli, ma anche di storia, di leggenda, di futuro, ripercorrendo non solo metaforicamente ma anche attraverso strumenti tradizionali (come krar, masinko, washinti) un cammino che dall'Africa porta al bacino del Mediterraneo.
Con AMREF, Biyo si pone inoltre nell'ottica dell'impegno pratico a sostegno dei progetti idrici in Africa

## Tracce
1. Biyo
2. Welcome
3. Solomon
4. Acqua di mare
5. Amal fatah
6. Yet Nou
7. Crowded desert
8. Djibouti Road
9. My father was a soldier
10. Forest
11. Weha